# Supercoppa russa 2023 (pallavolo maschile)
La Supercoppa russa 2023, 16ª edizione della Supercoppa nazionale di pallavolo maschile, si è svolta il 28 ottobre 2023: al torneo hanno partecipato due squadre di club russe e la vittoria finale è andata per la nona volta alla Zenit-Kazan.

## Formula
La formula ha previsto una gara unica, valida anche per la terza giornata di campionato.

## Squadre partecipanti
| Squadra      | Qualificazione                                    |
| ------------ | ------------------------------------------------- |
| Dinamo Mosca | Finale play-off scudetto Superliga 2022-23        |
| Zenit-Kazan  | Vincitrice Coppa di Russia 2022/Superliga 2022-23 |

## Torneo
| 28 ottobre 2023 Centr Sankt-Peterburg, Kazan' Durata: 1h:27 - Spettatori: 4 850 | Zenit-Kazan | 3 - 0 | Dinamo Mosca | 25-23, 25-22, 25-17 |